# Rötslam

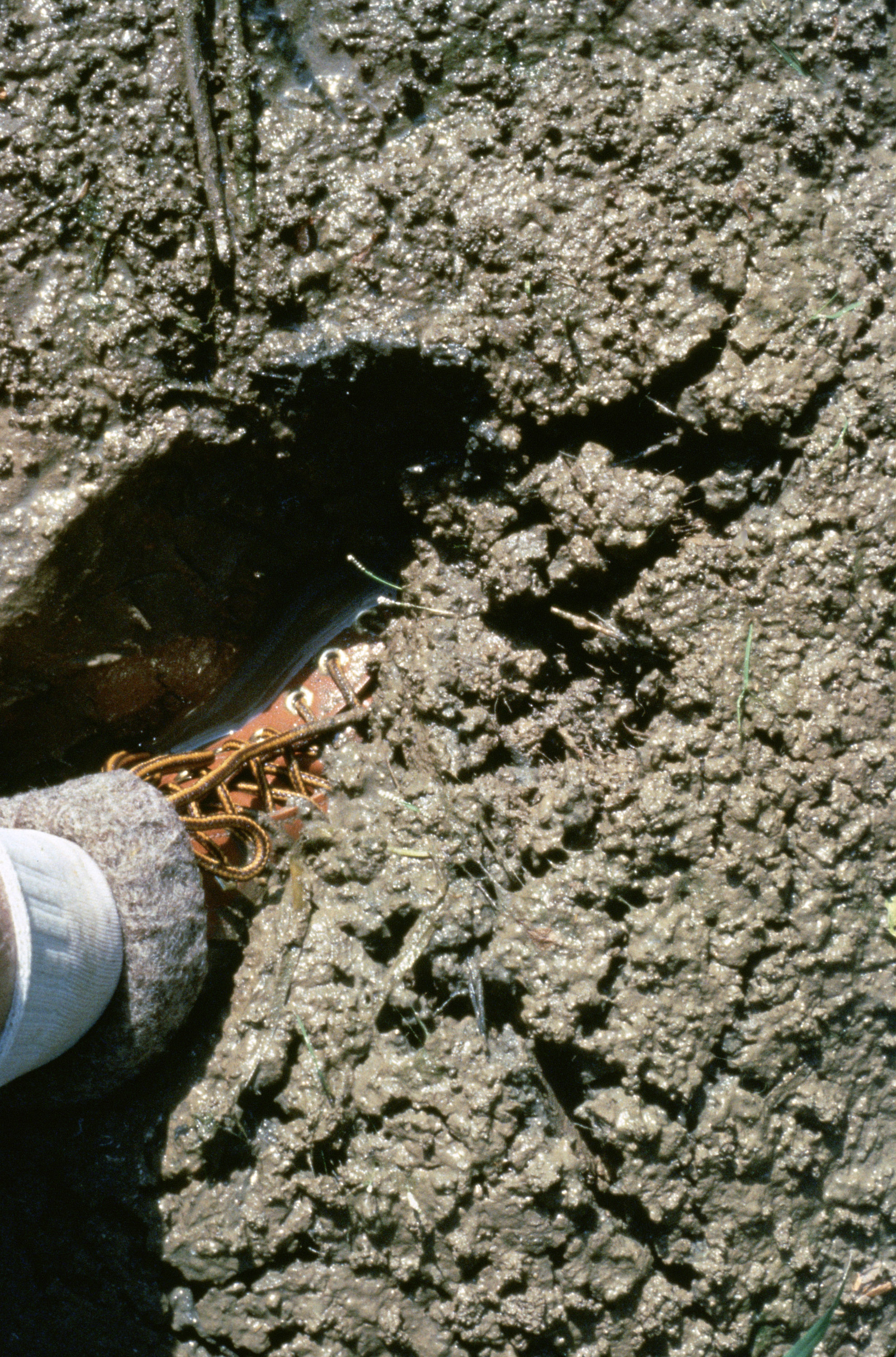
Slam.

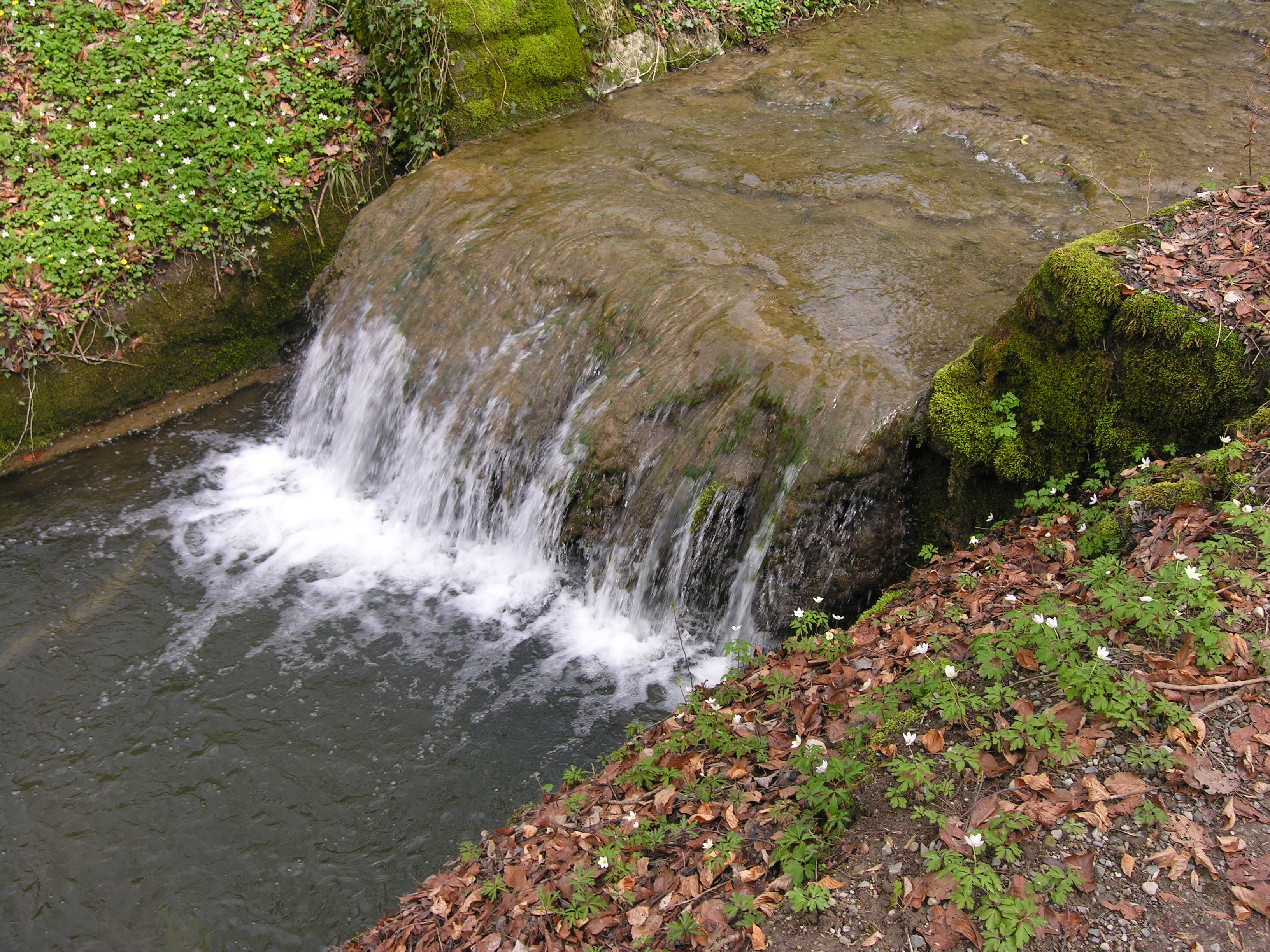
Sedimentreducerande teknik genom att reglera vattenflödet, så att strömmen inte kan bära med sig någon större mängd sediment.

Rötslam, även kallat slam, är en restprodukt från reningsverk. 
Slam från reningsverk används ofta som gödselmedel, främst som fosforkälla, på jordbruksmark. När rötslam används inom skogsbruket kallas det för bionäring. Slammet, som innehåller stora mängder biologiskt nedbrytbart material och växtnäringsämnen, måste emellertid stabiliseras innan det deponeras eller används. Detta sker genom rötning i en så kallad rötkammare eller genom luftning. En biprodukt vid rötning är biogas (rötgas), vilken kan återanvändas vid själva reningsverket men i vissa fall även säljs som bland annat motorbränsle.